# Gonfreville-l'Orcher
Gonfreville-l'Orcher és un municipi francès situat al departament del Sena Marítim i a la regió de Normandia. L'any 2007 tenia 9.145 habitants.

## Demografia

### Població
El 2007 la població de fet de Gonfreville-l'Orcher era de 9.145 persones. Hi havia 3.360 famílies de les quals 788 eren unipersonals (276 homes vivint sols i 512 dones vivint soles), 916 parelles sense fills, 1.236 parelles amb fills i 420 famílies monoparentals amb fills.
La població ha evolucionat segons el següent gràfic:
Habitants censats

### Habitatges
El 2007 hi havia 3.538 habitatges, 3.432 eren l'habitatge principal de la família, 9 eren segones residències i 97 estaven desocupats. 1.940 eren cases i 1.585 eren apartaments. Dels 3.432 habitatges principals, 1.218 estaven ocupats pels seus propietaris, 2.187 estaven llogats i ocupats pels llogaters i 27 estaven cedits a títol gratuït; 163 tenien una cambra, 323 en tenien dues, 874 en tenien tres, 1.114 en tenien quatre i 958 en tenien cinc o més. 2.005 habitatges disposaven pel capbaix d'una plaça de pàrquing. A 1.568 habitatges hi havia un automòbil i a 1.082 n'hi havia dos o més.

### Piràmide de població
La piràmide de població per edats i sexe el 2009 era:
| Homes | Edats   | Dones |
| ----- | ------- | ----- |
| 0     | 95 o +  | 0     |
| 8     | 90 a 94 | 24    |
| 20    | 85 a 89 | 60    |
| 28    | 80 a 84 | 100   |
| 64    | 75 a 79 | 128   |
| 104   | 70 a 74 | 136   |
| 192   | 65 a 69 | 208   |
| 220   | 60 a 64 | 152   |
| 212   | 55 a 59 | 188   |
| 352   | 50 a 54 | 360   |
| 344   | 45 a 49 | 360   |
| 312   | 40 a 44 | 352   |
| 440   | 35 a 39 | 364   |
| 312   | 30 a 34 | 320   |
| 408   | 25 a 29 | 372   |
| 376   | 20 a 24 | 372   |
| 460   | 15 a 19 | 380   |
| 380   | 10 a 14 | 436   |
| 384   | 5 a 9   | 368   |
| 328   | 0 a 4   | 300   |

## Economia
El 2007 la població en edat de treballar era de 6.051 persones, 4.022 eren actives i 2.029 eren inactives. De les 4.022 persones actives 3.395 estaven ocupades (1.943 homes i 1.452 dones) i 627 estaven aturades (293 homes i 334 dones). De les 2.029 persones inactives 557 estaven jubilades, 570 estaven estudiant i 902 estaven classificades com a «altres inactius».

### Ingressos
El 2009 a Gonfreville-l'Orcher hi havia 3.414 unitats fiscals que integraven 8.986,5 persones, la mediana anual d'ingressos fiscals per persona era de 15.233 €.

### Activitats econòmiques
Dels 423 establiments que hi havia el 2007, 6 eren d'empreses extractives, 5 d'empreses alimentàries, 2 d'empreses de coc i refinatge, 4 d'empreses de fabricació de material elèctric, 5 d'empreses de fabricació d'elements pel transport, 28 d'empreses de fabricació d'altres productes industrials, 42 d'empreses de construcció, 137 d'empreses de comerç i reparació d'automòbils, 47 d'empreses de transport, 19 d'empreses d'hostatgeria i restauració, 9 d'empreses d'informació i comunicació, 18 d'empreses financeres, 15 d'empreses immobiliàries, 46 d'empreses de serveis, 16 d'entitats de l'administració pública i 24 d'empreses classificades com a «altres activitats de serveis».
Dels 71 establiments de servei als particulars que hi havia el 2009, 1 era una comissaria de policia, 1 oficina de correu, 2 oficines bancàries, 1 funerària, 6 tallers de reparació d'automòbils i de material agrícola, 2 tallers d'inspecció tècnica de vehicles, 1 autoescola, 4 paletes, 2 guixaires pintors, 5 fusteries, 4 lampisteries, 9 electricistes, 5 empreses de construcció, 8 perruqueries, 2 veterinaris, 4 agències de treball temporal, 9 restaurants, 2 agències immobiliàries, 1 tintoreria i 2 salons de bellesa.
Dels 71 establiments comercials que hi havia el 2009, 1 era, 2 supermercats, 2 grans superfícies de material de bricolatge, 1 una gran superfície de material de bricolatge, 5 fleques, 1 una fleca, 1 una carnisseria, 1 una peixateria, 22 botigues de roba, 5 botigues d'equipament de la llar, 2 sabateries, 2 botigues d'electrodomèstics, 12 botigues de mobles, 2 botigues de material esportiu, 3 botigues de material de revestiment de parets i terra, 1 una botiga de material de revestiment de parets i terra, 3 perfumeries, 4 joieries i 1 una joieria.
L'any 2000 a Gonfreville-l'Orcher hi havia 4 explotacions agrícoles.

## Equipaments sanitaris i escolars
Els 3 equipaments sanitaris que hi havia el 2009 eren farmàcies.
El 2009 hi havia 5 escoles maternals i 5 escoles elementals. Gonfreville-l'Orcher disposava d'un col·legi d'educació secundària amb 546 alumnes.

## Poblacions més properes
El següent diagrama mostra les poblacions més properes.